# Mana Ashida
Mana Ashida (芦田爱菜, Ashida Mana, nascida a 23 de junho de 2004 em Nishinomiya no Japão) é uma atriz e cantora japonesa. Iniciou a sua carreira aos 5 anos de idade, em 2009. Começou a ter reconhecimento com a sua participação em filmes, series de televisão e comerciais, com a sua primeira aparição no ABC Short Movie 2 da Asahi Broadcasting Corporation, tomando proeminente fama na série televisiva Mother. Tornou-se na mais jovem estrela ao participar em Sayonara Bokutachi no Youchien. Foi a mais nova atriz televisiva ao fazer parte da série Marumo no Okite no início de 2011. Ela também ocupou o papel de Manami Moriguchi, no filme Kokuhaku (2010) e de Rin Kaga em Usagi Drop (2011). Em 2012 fez parte do elenco principal da série Beautiful Rain.

## Carreira

### Séries televisivas
- ABC Short Movie 2. Daibokenmama (2009, ABC)
- Ketto! Rojinto (2009, WOWOW)
- Tokujo Kabachi!! (2010, TBS, épisode 3)
- Mother (2010, NTV) : Reina Michiki
- Toilet no Kamisama (2011, MBS) : Kana Uemura (criança)[2]
- Gō (2011, NHK) : Chacha enfant, Sen
- Sayonara Bokutachi no Yôchien (2011, NTV) : Kanna Yamazaki
- Marumo no Okite (2011, CX) : Kaoru Sasakura[3]
- Hanazakari no Kimitachi e (2011, CX, épisode 1) : Kaoru Sasakura[4]
- Kono Sekai no Katasumi ni (2011, NTV) : Chizuru Hojo[5]
- Honto ni Atta Kowai Hanashi (2011 Summer Season Special) (2011, CX)[6]
- Marumo no Okite Special (2011, CX) : Kaoru Sasakura[7]
- Nankyoku Tairiku (2011, TBS) : Haruka Furudate[8]
- Alice in Liar Game (2012, CX, Spinoff du film Liar Game: Saisei film) : Alice[9]
- Beautiful Rain (2012, CX) : Miu Kinoshita[10]

- Ashita, mama ga inai (2014): Posuto

### Cinema
- Hanbun no Tsuki ga Noboru Sora (2010) : Mirai Natsume
- Kokuhaku (Confessions) (2010) : Manami Moriguchi
- Ghost: Môichido Dakishimetai (2010) : enfant fantome
- Despicable Me (2010) voz de Agnes na versão japonesa do filme.[11]
- Inu to Anata no Monogatari (2011) : Mana
- Hankyū Densha (2011) : Ami Hagiwara[12]
- Usagi Drop (2011) : Rin Kaga[13]
- Magic Tree House (2012) : Annie.
- Liar Game: Saisei (2012) : Alice[14]
- Jewelpet the Movie: Sweets Dance Princess (2012) : Princesa Mana[15]
- Nobo no Shiro (2012) : Chidori
- Pacific Rim de Guillermo del Toro (2013): Mori Mako (criança)[16]